# 산디아가 우노

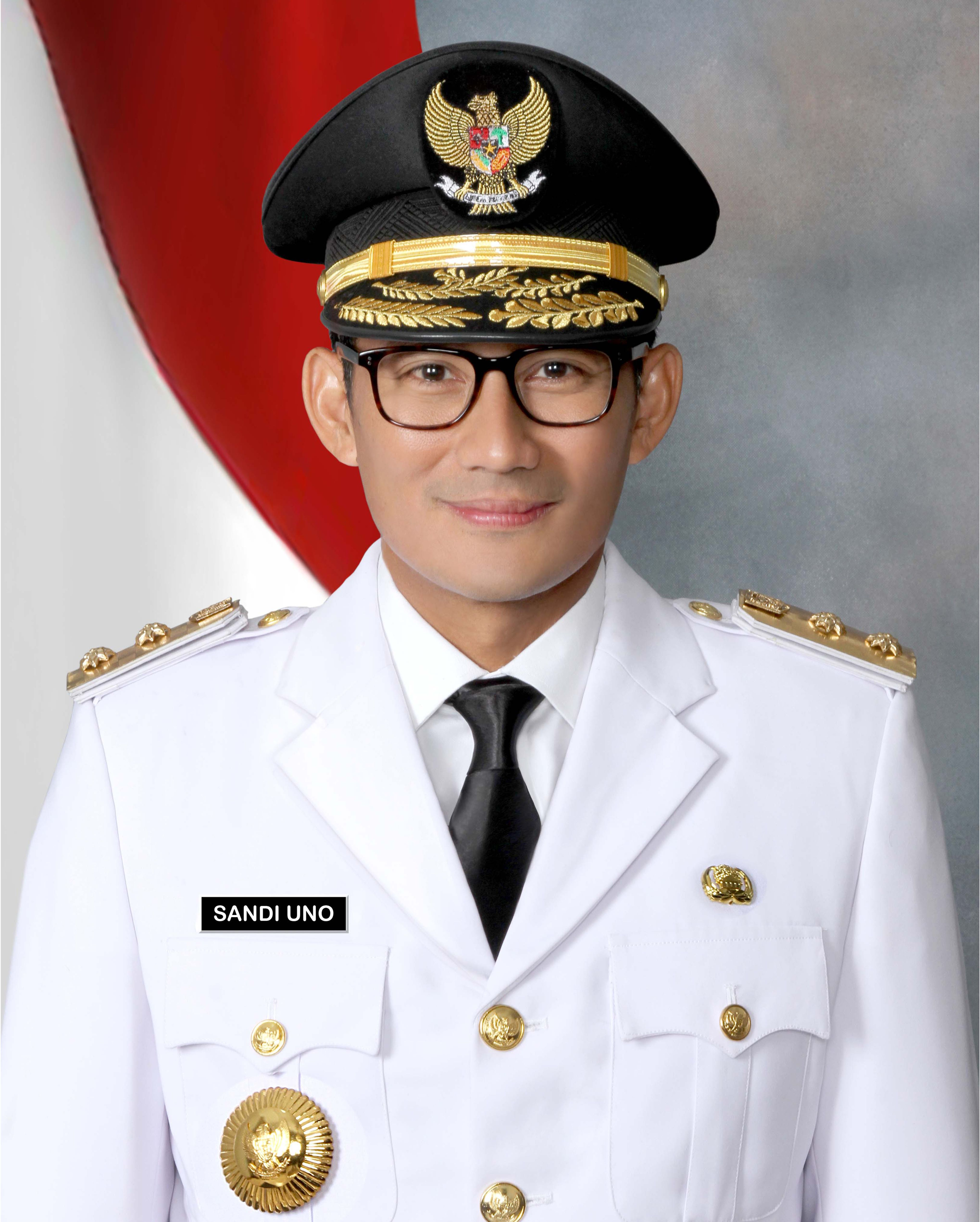
산디아가 우노

산디아가 살라후딘 우노(인도네시아어: Sandiaga Salahuddin Uno, 1969년 6월 28일 ~ )는 인도네시아의 사업가, 투자가, 정치인으로, 전 자카르타 부지사이다. 2017년 자카르타 주지사 선거에서 아니스 바스웨단의 러닝메이트로 출마해 바수키 차하야 푸르나마(일명 아혹)-자로트 사이풀 히다야트 조를 누르고 당선되었다. 2019년 대선을 앞두고 프라보워 수비안토의 러닝메이트로 지명되었으며, 이로서 부지사직을 사임하게 되었다.
조지 워싱턴 대학교를 졸업했으며, 이후 여러 회사에서 승진하다가 개인 사업을 차렸으며, 이로서 인도네시아 최고의 부자 중 하나가 되었다. 2015년 자신의 회사를 그만두고 위대한 인도네시아 운동당(일명 그린드라)에 입당했으나, 2018년 부통령 후보로 지명된 이후 기타 군소 정당들의 지지를 얻고자 탈당했다. 2019년부터 그린드라당에 복당하고 관광창조경제부 장관으로 재임 중이며, 2023년부터는 그린드라당을 재탈당하고 통합개발당으로 당적을 옮겨서 현재까지 홯동하고 있다.